# 尼古拉斯·珀塞尔
尼古拉斯·珀塞尔（英語：Nicholas Purcell）是一位英国历史学家，英國國家學術院院士，牛津大学卡姆登古代史教授，专攻古罗马史与地中海地区史，作品有《堕落之海：地中海史研究》（The Corrupting Sea: A Study of Mediterranean History，与佩里格林·霍登合著，2000年出版）等。